# Antonio Briones
Antonio Briones Yacobi (Marbella, 17 de julio de 1939) es un entrenador español de fútbol. En tres ocasiones ha dirigido al Atlético de Madrid en la Primera División Española.

## Trayectoria
Antonio Briones es un entrenador de fútbol, que durante muchos años formó parte del cuerpo técnico del Atlético de Madrid. Previamente, entrenó a equipos de la Tercera División, como AD Parla, CD Móstoles, CD Leganés y Talavera CF.
Entrenó al Club Deportivo Leganés en la temporada 1980-81 de Tercera División, siendo cesado el 23 de abril de 1981, tras 33 partidos, con 16 victorias, 7 empates y 10 derrotas, con 61 goles a favor y 42 en contra. El equipo se encontraba en el quinto puesto con 39 puntos, cuando el objetivo era el ascenso a Segunda División B.
En tres ocasiones, y de forma interina ante el cese del entrenador del primer equipo, Antonio Briones tuvo que ponerse al frente del mismo.
En la temporada 1987/88, tras los ceses sucesivos de César Luis Menotti y José Armando Ufarte dirigió al equipo en los seis últimos partidos de Liga.
Nuevamente, la temporada siguiente (1988/89) fue requerido para entrenar al Atlético. En esta ocasión fue durante las jornadas 6 y 7, tras cesar José María Maguregui y antes del fichaje de Ron Atkinson.
Por último, en la temporada 1989/90, se hizo cargo del equipo en la jornada 28, tras el cese de Javier Clemente y antes de la incorporación de Joaquín Peiró.
En total, ha dirigido once partidos en la Primera División, todos al Atlético de Madrid.
- Datos: Q8201164